# Surf music
La musica surf, talvolta denominata surf rock, surf pop o surf Guitar, è un genere di musica rock associata alla cultura del surf, in particolare come si trova nel sud della California. Fu particolarmente popolare dal 1958 al 1964 in due forme principali. Il primo è il surf strumentale, contraddistinto da chitarre elettriche piene di riverbero suonate per evocare il suono delle onde che si infrangono, ampiamente sperimentato da Dick Dale and the Del-Tones. Il secondo è il surf vocale, che ha preso elementi del suono originale del surf e ha aggiunto armonie vocali. Questo movimento era guidato dai Beach Boys.
Dick Dale ha sviluppato il suono del surf dal rock strumentale, dove ha aggiunto influenze mediorientali e messicane, un riverbero a molla e la caratteristica pennata rapida alternata. Il suo successo regionale "Let's Go Trippin'" del 1961, lanciò la mania della musica surf, ispirando molti altri ad adottare l'approccio.
Il genere ha raggiunto una visibilità nazionale con gruppi vocali come i Beach Boys e Jan and Dean. Dale è citato in tali gruppi: "Stavano surfando suoni [con] testi surf. In altre parole, la musica non era musica surf. Le parole li facevano surfare canzoni. ... Questa era la differenza ... nel vero surf la musica è strumentale."
Al culmine della sua popolarità, la musica da surf rivaleggiava con i gruppi femminili e con la Motown come maggior tendenza musicale della popular music statunitense. A volte viene usato in modo intercambiabile con il "suono californiano". Durante le ultime fasi della mania della musica surf, molti dei suoi gruppi iniziarono a scrivere canzoni su macchine e ragazze; questo fu in seguito conosciuto come "hot rod rock".

## Musica surf strumentale

### Forma e strumenti

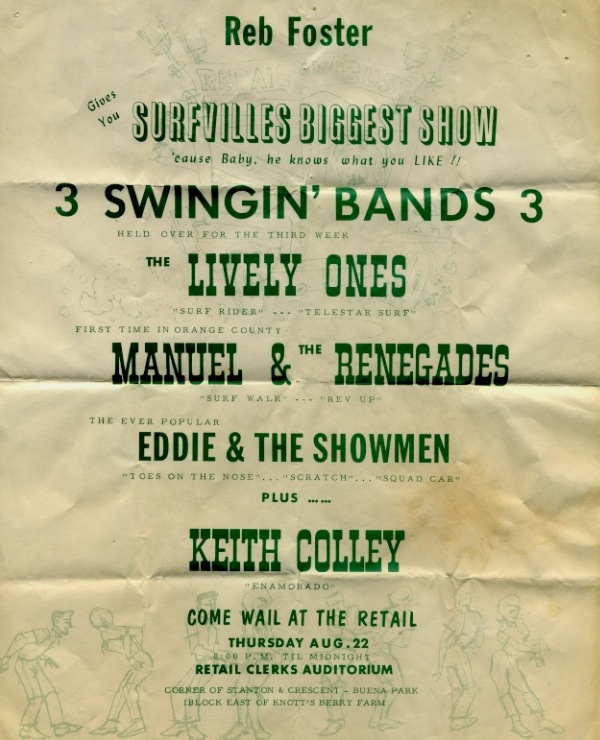
Volantino di un concerto surf del 1963

La musica da surf è emersa alla fine degli anni '50 come musica rock and roll strumentale, quasi sempre in 4/4 (comune), con un tempo da medio a veloce. Il suono era incentrato sulle chitarre elettriche, che erano particolarmente caratterizzate dall'ampio uso del riverbero a molla "wet" ("bagnato") che fu incorporato negli amplificatori Fender dal 1963, e aveva lo scopo di emulare il suono delle onde. Il riverbero Fender esterno che è stata sviluppata da Fender nel 1961 (al contrario del riverbero che era incorporato come funzione di amplificatore incorporata) è stato il primo vero tono di riverbero "bagnato" da surf. Questa unità è l'effetto di riverbero che si sente sui dischi di Dick Dale e altri come "Pipeline" di the Chantays e "Point Panic" di the Surfaris.
I chitarristi usavano anche il tremolo sulle loro chitarre per piegare l'altezza delle note verso il basso, effetti di tremolo elettronico e pennata rapida alternata del tremolo. I modelli di chitarra preferiti includevano quelli realizzati da Fender (in particolare Jazzmaster, Jaguar e Stratocaster), Mosrite, Teisco o Danelectro, solitamente con pick-up single coil (che avevano molti alti in contrasto con i pick-up humbucking a doppia bobina). La musica surf è stato uno dei primi generi ad adottare universalmente il basso elettrico, in particolare il Fender Precision Bass. Le classiche batterie da surf tendevano ad essere Rogers, Ludwig, Gretsch o Slingerland. Alcune delle canzoni più popolari incorporavano anche un sassofono tenore o baritono, come in "Surf Rider" (1963) di the Lively Ones e "Comanche" (1961) di the Revels. Spesso un organo elettronico o un piano elettrico rappresentavano l'armonia di accompagnamento.

### Storia

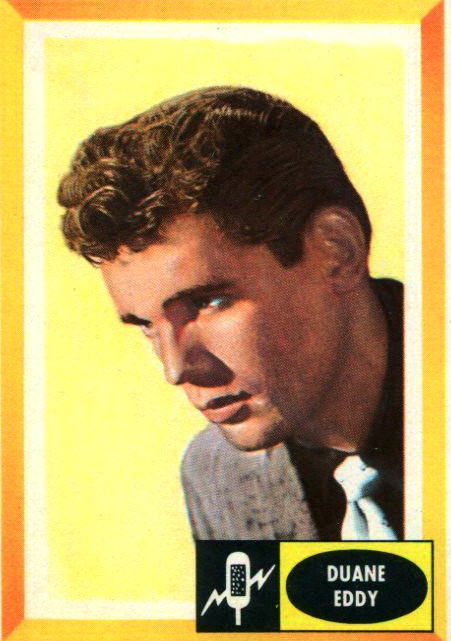
Duane Eddy nel 1960

All'inizio degli anni '60, il rock and roll strumentale era stato sperimentato con successo da artisti come Link Wray, Nokie Edwards and the Ventures e Duane Eddy. Questa tendenza è stata sviluppata da Dick Dale, che ha aggiunto influenze mediorientali e messicane, il caratteristico riverbero (che conferisce alla chitarra un suono "bagnato"), e la rapida pennata alternata caratteristica del genere (influenzata dalla musica araba, che Dale imparò da suo zio libanese). Le sue esibizioni al Rendezvous Ballroom di Balboa, in California, durante l'estate del 1961, e il suo successo regionale "Let's Go Trippin' " nello stesso anno, lanciarono la mania della musica da surf, che seguì con successi come "Misirlou". (1962).
Mentre Dick Dale creava il suo nuovo sound a Orange County, the Bel-Air creavano il loro nella regione di South Bay, nella contea di Los Angeles. La band era composta da cinque ragazzi adolescenti. Nel 1959 stavano ancora imparando a suonare i loro strumenti: Dick Dodd alla batteria, Chas Stuart al sassofono, Jim Roberts al piano e Eddie Bertrand e Paul Johnson alle chitarre. Ha detto Johnson della sua relazione con Bertrand, "Imparare a suonare la chitarra è diventata un'esperienza in duo rispetto a una cosa da solista. Abbiamo imparato a suonare suonando insieme, un ragazzo suonava gli accordi, l'altro suonava il lead. Questo suono sarebbe diventato la base per the Bel-Airs. Dale era più grande, suonava più forte, comandava un pubblico più vasto e di solito otteneva il merito di aver creato musica da surf, ma the Bel-Airs rivendicano di avere il primo singolo di musica da surf.

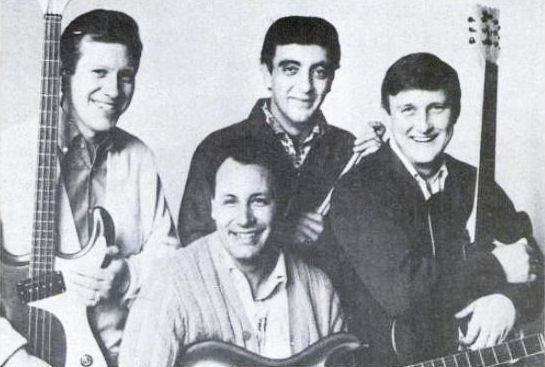
The Ventures nel 1967

Come Dale e i suoi Del-Tones, la maggior parte dei primi gruppi di surf si sono formati nel sud della California, con Orange County in particolare che ha una forte cultura del surf, e il Rendezvous Ballroom ha ospitato molti spettacoli in stile surf. Gruppi come the Bel-Airs (il cui successo "Mr. Moto", influenzato dalle precedenti esibizioni dal vivo di Dale, è stato pubblicato poco prima di "Let's Go Trippin' "), the Challengers (con il loro album Surfbeat) e poi Eddie & gli Showmen seguirono Dale verso il successo regionale.
The Chantays hanno ottenuto un successo nazionale tra i primi dieci con "Pipeline", raggiungendo il numero quattro nel maggio 1963. Probabilmente il singolo brano di surf più famoso è stato "Wipe Out" di the Surfaris, con la sua introduzione di una risata malvagia; the Surfaris erano anche noti per i loro assoli di batteria e chitarra solista all'avanguardia, e "Wipe Out" raggiunse il numero due della Hot 100 nell'agosto 1963 e il numero 16 nell'ottobre 1966. Il gruppo ebbe anche altri due successi globali, "Surfer Joe" e "Point Panic"

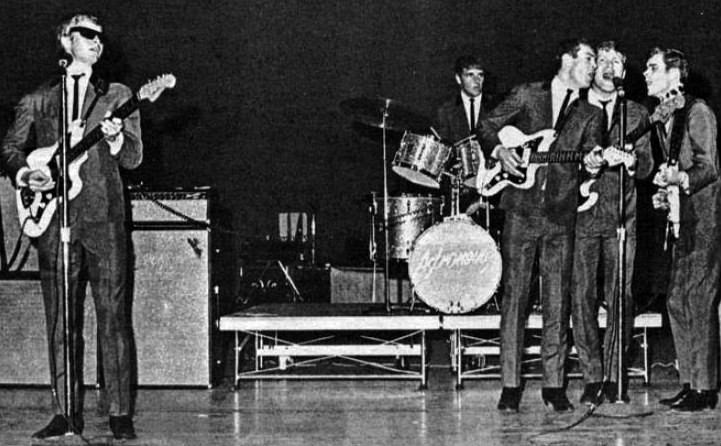
The Astronauts nel 1966

La crescente popolarità del genere ha portato gruppi di altre aree a cimentarsi con il surf. Questi includevano the Astronauts, di Boulder in Colorado; the Trashmen, di Minneapolis in Minnesota, che raggiunsero la quarta posizione con "Surfin' Bird" nel 1964; e the Rivieras, di South Bend in Indiana, che raggiunsero la quinta posizione nel 1964 con "California Sun" the Atlantics, di Sydney in Australia, non erano esclusivamente musicisti di surf, ma diedero un contributo significativo al genere, l'esempio più famoso fu il loro successo "Bombora", nel 1963 Sempre da Sydney provenivano the Denvermen, il cui brano strumentale "Surfside" raggiunse il numero uno nelle classifiche australiane. Un'altra surf band australiana che era conosciuta al di fuori della scena surf del proprio paese erano the Joy Boys, band di supporto per il cantante Col Joye; il loro successo "Murphy the Surfie" del 1963 fu in seguito ripreso dai Surfaris
Le band europee in questo periodo generalmente si concentravano maggiormente sullo stile suonato dal gruppo rock strumentale britannico The Shadows. Un esempio notevole di surf strumentale europeo è l'interpretazione di "Misirlou" della band spagnola Los Relámpagos. The Dakota, che erano la band di supporto britannica per il cantante dei Merseybeat Billy J. Kramer, guadagnarono una certa attenzione come musicisti di surf con "Cruel Sea", nel 1963, che fu successivamente rifatto da the Ventures, e infine da altri gruppi di surf strumentali, inclusi the Challengers e the Revelairs

## Musica surf vocale

### Distinzioni

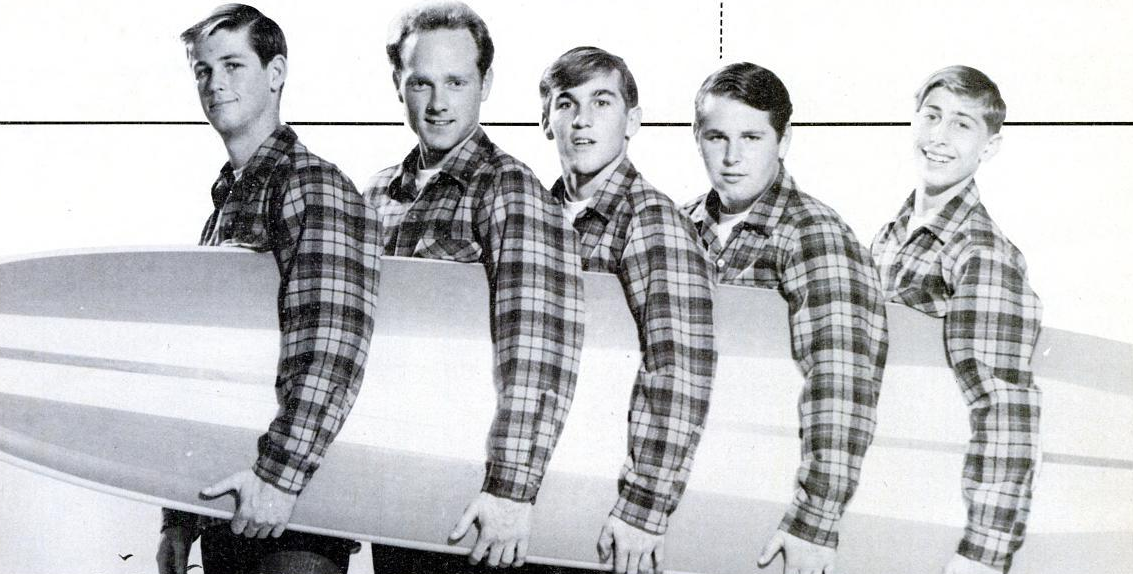
The Beach Boys nel 1963

In The Encyclopedia of Surfing di Matt Warshaw, osserva: "La musica da surf è divisa in due categorie: la forma strumentale pulsante, ricca di riverbero, 'wet' ("bagnata") esemplificata dal chitarrista Dick Dale, e lo stile vocale armonizzato multitraccia dalla voce morbida inventata da the Beach Boys. I puristi sostengono che la musica surf è per definizione strumentale."
Questa seconda categoria di musica surf era guidata dai Beach Boys, un gruppo la cui principale distinzione tra i precedenti musicisti di surf era che proiettavano una visione del mondo. Nel 1964, il leader del gruppo e il principale cantautore, Brian Wilson, spiegò: "Non è stata una cosa consapevole costruire la nostra musica attorno al surf. Volevamo solo essere identificati con gli interessi dei ragazzini", e sosteneva: "Odio la cosiddetta musica surfin'. È un nome che la gente schiaffa su qualsiasi suono della California. Se uno deve proprio etichettarla, la nostra musica è 'il suono Beach Boy'".

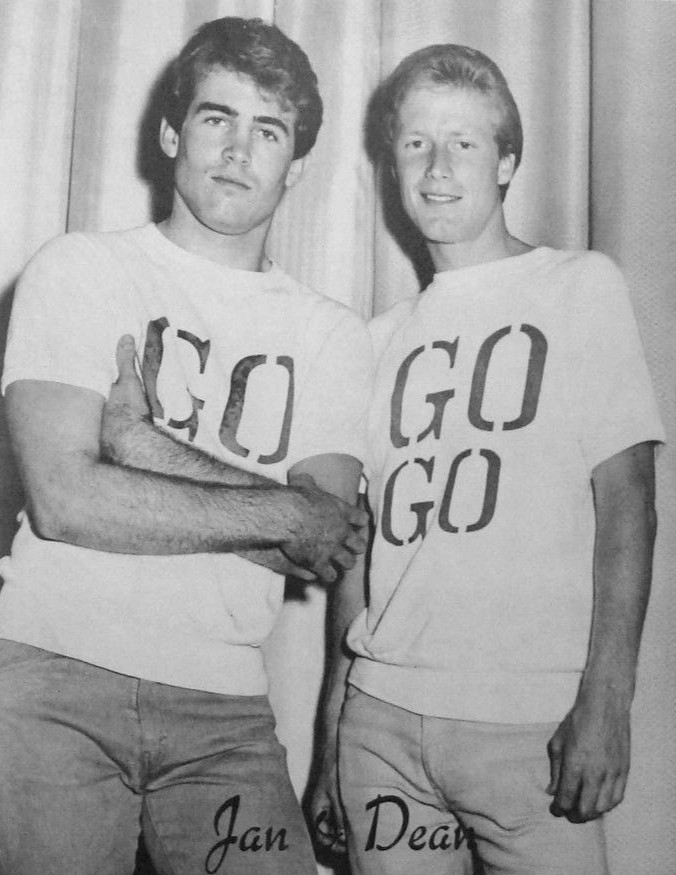
Jan and Dean nel 1964

Il surf vocale può essere interpretato come una variante regionale della musica doo-wop, con strette armonie nel ritornello di una canzone in contrasto con il canto scat. Secondo il musicologo Timothy Cooley, "Come il surf rock strumentale con la sua predilezione per la forma blues di dodici battute, la versione vocale della musica surf ha tratto molti elementi chiave dai generi afroamericani ... ciò che ha reso unici the Beach Boys è stata la sua capacità di catturare l'immaginazione della nazione e del mondo sullo stile di vita emergente del New Surfing ora centrato nel sud della California, così come il sottile stile di scrittura delle canzoni e le tecniche di produzione che identificano il suono dei Beach Boys." Nel 1963, Murry Wilson, il padre di Brian, che ha lavorato anche come manager dei Beach Boys, ha offerto la sua definizione di musica surf: "La base della musica surf è una figurazione del ritmo del basso rock and roll, unita a una chitarra solista dal suono strano di tipo volgare, una chitarra elettrica, oltre a lamentii di sax. La musica da surf deve suonare in modo amatoriale con un certo sapore ruvido per attrarre gli adolescenti. ... quando la musica diventa troppo bella e troppo raffinata, non è considerata reale".

### Hot rod rock

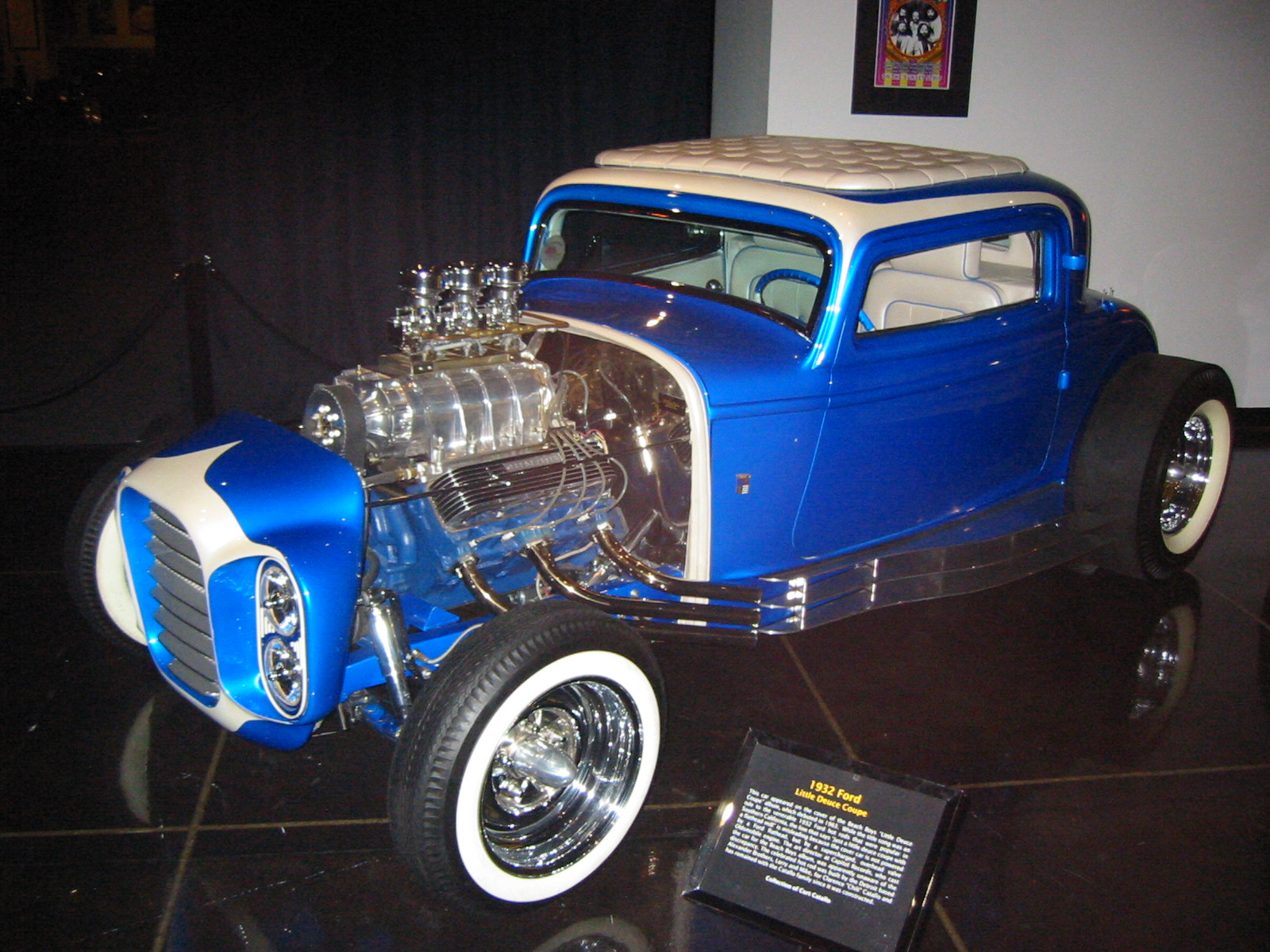
la 1932 Ford che apparve nella copertina dell'album di the Beach Boys del 1963 Little Deuce Coupe

La "musica hot rod" o "rock hot rod" si è evoluta dalla musica surf. Dick Dale ha ricordato come la musica surf sia stata reimmaginata come musica da hot rod da una mossa ispirata da una casa discografica per conquistare un mercato più ampio. Secondo The Ultimate Hot Rod Dictionary, di Jeff Breitenstein: "Mentre le auto e, in misura minore, le hot rod sono state un tema relativamente comune e duraturo nella musica popolare americana, il termine musica hot rod è più spesso associato al California sound della prima metà degli anni '60 ... ed era definita dalle sue ricche armonie vocali, chitarre elettriche amplificate (generalmente di marca Fender) e testi orientati ai giovani (il più delle volte celebravano hot rod e, più in generale, il surf e le 'ragazze')."
L'autore David Ferrandino ha scritto che "i trattamenti musicali di auto e tavole da surf da parte dei Beach Boys sono identici", mentre l'autore Geoffrey Himes ha rintracciato alcune sottili differenze: "Tradurre il formato della musica surf in melodie hot-rod non era difficile... Se la musica da surf era molto Dick Dale e un po' di Chuck Berry, la musica hot-rod era un po' più Berry e un po' meno Dale, cioè meno stacchi percussivi e più riff sonori. Invece di usare espressioni gergali su tavole ed onde vengono usate su carburatori e pistoni; invece di citare le migliori spiagge per il surf, si parlava dei soprannomi per le migliori piste di drag racing; invece di mettere in guardia sui pericoli di un "wipe out", hai messo in guardia da "Dead Man's Curve '."

### Popolarità
Alla fine del 1961 the Beach Boys ottennero il loro primo successo in classifica, "Surfin'", che raggiunse il numero 75 della Billboard Hot 100, A metà del 1962, il gruppo pubblicò il loro debutto con una major, "Surfin' Safari" che ha raggiunto il numero 14, contribuendo a trasformare la mania del surf rock in un fenomeno nazionale. Successivamente, the Beach Boys pubblicarono "Surfin' U.S.A." (1963), una hit da Top 3, e "Surfer Girl" (1963), che raggiunse la top 10. Breitenstein scrive che l'hot rod rock ha guadagnato popolarità a livello nazionale a partire dal 1962 con "409" di the Beach Boys, a cui è spesso attribuito il merito di aver dato inizio alla mania della musica hot rod, che è durata fino al 1965. tra le figure chiave del movimento hot rod accanto a Wilson, c'era il cantautore-produttore-musicista Gary Usher e il cantautore-disc jockey Roger Christian.
Wilson ha poi co-scritto "Surf City" nel 1963 per Jan and Dean, e ha trascorso due settimane in cima alla classifica dei 100 migliori di Billboard nel luglio 1963. Sulla scia del successo di the Beach Boys, molti singoli di nuovi gruppi di surf e hot rod furono prodotti da gruppi di Los Angeles. Himes osserva: "La maggior parte di questi non erano veri gruppi; erano solo un cantante o due supportati dallo stesso gruppo fluttuante di turnisti: spesso includevano Glen Campbell, Hal Blaine e Bruce Johnston. Se un singolo aveva avuto successo, il gruppo sarebbe stato frettolosamente messo assieme e mandato in tournée. Era una strana miscela di dilettantismo e professionalità. Ronny & the Daytonas con "G.T.O.", e the Rip Chords con "Hey Little Cobra". Gli ultimi due successi hanno entrambi raggiunto la top ten, ma l'unico altro artista a ottenere un successo duraturo con la formula surf furono Jan & Dean. Il gruppo hot rod The Fantastic Baggys ha scritto molte canzoni per Jan e Dean e ha anche eseguito alcune voci per il duo.
Il produttore Herb Alpert ha avuto un ruolo importante nel genere, producendo per Jan & Dean. Con Lou Adler, Alpert ha prodotto il primo singolo di Jan & Dean entrato nella Top Ten, "Baby Talk". Tony Hilder, che possedeva l'etichetta Impact Records, era un prolifico produttore di musica da surf, il cui status di produttore era ancora riconosciuto molti anni dopo. Il suo nome come editore, produttore ecc. compare su molti dischi, sia 45 giri che album. Gary Usher era un produttore, arrangiatore e scrittore. Il suo lavoro includeva the Surfari e the Hondell. Ha anche scritto "409" e "In My Room", che sono stati dei successi per the Beach Boys. Negli anni successivi, la Sundazed Records pubblicò la compilation Barefoot Adventure: The 4 Star Sessions 1962-66. Secondo le note di copertina Gary Usher è stato uno dei principali ingegneri del suono della West Coast dei primi anni Sessanta; macchine, ragazze, sole e surf!. Terry Melcher era un produttore, noto per il suo ruolo nel plasmare il suono della musica surf così come del musica folk. Ha lavorato a stretto contatto con the Beach Boys ed è stato il responsabile di alcuni dei loro successi nelle classifiche. Al di fuori del lavoro di Brian Wilson con i Beach Boys, una delle band che ha prodotto è stato Bob & Sheri con il loro singolo del 1962, "Surfer Moon".
Il collettivo di turnisti di Los Angeles, The Wrecking Crew suonò in molte registrazioni di musica surf.

## Il declino
Come tutti gli altri sottogeneri rock di questo periodo, la mania della musica surf, insieme alle carriere di quasi tutti i gruppi di surf, si concluse con la British invasion a partire dall'inizio del 1964. Anche la musica hot rod cessò di essere prominente quell'anno. Anche i generi emergenti garage rock, folk rock, blues rock e successivamente rock psichedelico hanno contribuito al declino del surf rock. The Beach Boys sopravvissero all'invasione diversificando il loro approccio alla musica. Brian ha spiegato a Teen Beat: "Avevamo bisogno di crescere. Fino a questo punto avevamo spremuto ogni idea ... Avevamo percorso ogni possibile sfaccettatura del surf e poi abbiamo fatto la routine della macchina. Ma dovevamo crescere artisticamente." Dopo il declino della musica da surf, the Beach Boys continuarono a produrre una serie di singoli e album di successo, tra cui Pet Sounds" nel 1966. Successivamente, divennero l'unico gruppo rock o pop americano in grado di rivaleggiare con the Beatles. La band tornò solo raramente all'hot rod e alla musica a tema surf, come nel caso di "Do It Again" del 1968.

## Influenze e revival
La chitarra strumentale in stile surf rock è stata utilizzata nel tema di James Bond del primo film di Bond Agente 007 - Licenza di uccidere nel 1962, registrato da Vic Flick con i John Barry Seven. Il tema divenne una firma per i film di Bond e influenzò la musica dei film di spionaggio degli anni '60. La musica surf influenzò anche un certo numero di musicisti rock successivi, tra cui Keith Moon dei the Who, East Bay Ray dei Dead Kennedys e il chitarrista dei Pixies Joey Santiago. Durante la metà e la fine degli anni '90, il surf rock ha conosciuto un periodo di revival con band di surf ed inclusa la nuova registrazione di Dick Dale. Questo fenomeno era in parte dovuto alla popolarità del film Pulp Fiction nel 1994, che utilizzava "Misirlou" di Dale e altre canzoni surf rock nel colonna sonora.

### Surf punk
Il surf punk è una forma di revival del suono originale del surf. È iniziato alla fine degli anni '70 e all'inizio degli anni '80 da gruppi e artisti come the Ramones, che hanno pubblicato il loro fondamentale album surf-punk Rocket to Russia nel 1977, con una cover di spicco di "Surfin' Bird" dei The Trashmen, così come Johnny Thunders, che ha aperto il suo album di debutto da solista So Alone con una cover strumentale della canzone di the Chantays, "Pipeline", the Forgotten Rebels dal Canada, che hanno pubblicato "Surfin' on Heroin" nel 1981 – e Agent Orange, da Orange County, che nello stesso anno registrò cover punk di classici del surf come "Misirlou", "Mr. Moto" e "Pipeline", con Greg Prato di AllMusic che definì la band "influente" e "un passo avanti rispetto al resto della il pacchetto punk/hardcore". Il genere è legato allo skate punk, che è salito alla ribalta nello stesso periodo, nelle località balneari di Orange County che hanno alimentato la prima ondata di musicisti di surf.